# Harald Nielsen
Harald Laderstoff Nielsen (Copenhague, 23 de fevereiro de 1902 – 14 de março de 1983) foi um boxeador dinamarquês que competiu nos Jogos Olímpicos de Verão de 1924.